# Prodromus Systematis Naturalis Regni Vegetabilis
Prodromus Systematis Naturalis Regni Vegetabilis (1824–1873), també coneguda per la seva abreviatura botànica estàndard Prodr. (DC.), és un tractat de 17 volums sobre botànica iniciat per Augustin Pyramus de Candolle. De Candolle ho va concebre com un resum de totes les plantes de llavors conegudes, abastant la taxonomia, l'ecologia, l'evolució i la biogeografia.
Va ser autor de set volums entre 1824 i 1839, però va morir el 1841. El seu fill, Alphonse de Candolle, va reprendre l'obra, editant deu volums més, amb aportacions d'una sèrie d'autors. El volum 17 va ser publicat a l'octubre de 1873. La quarta i última part de l'índex va sortir el 1874. El Prodromus va quedar incomplet, on només es va tractar amb les dicotiledònies.
Al Prodromus, De Candolle va desenvolupar encara més el seu concepte de famílies. Tingueu en compte que aquest sistema es va publicar molt abans que hi hagués normes acceptades internacionalment per a la nomenclatura botànica. Aquí, una família s'indica com "ordo". Les terminacions per a les famílies no eren el que són ara. Cap d'aquests fenòmens és un problema des d'una perspectiva de nomenclatura, la ICN ho preveu actualment. Dins de les dicotiledònies ("classis prima DICOTYLEDONEÆ"), el sistema De Candolle reconeix (paginació de  Prodromus , 17 parts) la llista:

## Sistema

### Subclasse I. THALAMIFLORÆ [Part I]
- ordo I. RANUNCULACEÆ (pàgina 1)
ordo II. DILLENIACEÆ (pàgina 67)
ordo III. MAGNOLIACEÆ (pàgina 77)
ordo IV. ANONACEÆ [sic] (pàgina 83)
ordo V. MENISPERMACEÆ (pàgina 95)
ordo VI. BERBERIDEÆ
ordo VII. PODOPHYLLACEÆ
ordo VIII. NYMPHÆACEÆ
ordo VIIIbis. SARRACENIACEÆ
ordo IX. PAPAVERACEÆ
ordo X. FUMARIACEÆ (Page 125)
ordo XIbis. RESEDACEÆ
ordo XI. CRUCIFERÆ
ordo XII. CAPPARIDEÆ
ordo XIII. FLACOURTIANEÆ
ordo XIV. BIXINEÆ
ordo XIVbis. LACISTEMACEÆ
ordo XV. CISTINEÆ
ordo XVI. VIOLARIEÆ
ordo XVII. DROSERACEÆ
ordo XVIII. POLYGALACEÆ
ordo XIX. TREMANDREÆ
ordo XX. PITTOSPOREÆ
ordo XXI. FRANKENIACEÆ
ordo XXII. CARYOPHYLLEÆ
ordo XXIII. LINEÆ
ordo XXIV. MALVACEÆ
ordo XXV. BOMBACEÆ [sic]
ordo XXVI. BYTTNERIACEÆ
ordo XXVII. TILIACEÆ
ordo XXVIII. ELÆOCARPEÆ
ordo XXIX. CHLENACEÆ
ordo XXIXbis. ANCISTROCLADEÆ
ordo XXIXter. DIPTEROCARPEÆ
ordo XXIXter.[sic] LOPHIRACEÆ
ordo XXX. TERNSTROEMIACEÆ
ordo XXXI. CAMELLIEÆ
ordo XXXII. OLACINEÆ
ordo XXXIII. AURANTIACEÆ
ordo XXXIV. HYPERICINEÆ
ordo XXXV. GUTTIFERÆ
ordo XXXVI. MARCGRAVIACEÆ
ordo XXXVII. HIPPOCRATEACEÆ
ordo XXXVIII. ERYTHROXYLEÆ
ordo XXXIX. MALPIGHIACEÆ
ordo XL. ACERINEÆ
ordo XLI. HIPPOCASTANEÆ
ordo XLII. RHIZOBOLEÆ
ordo XLIII. SAPINDACEÆ
ordo XLIV. MELIACEÆ
ordo XLV. AMPELIDEÆ
ordo XLVI. GERANIACEÆ
ordo XLVII. TROPÆOLEÆ
ordo XLVIII. BALSAMINEÆ
ordo XLIX. OXALIDEÆ
ordo L. ZYGOPHYLLEÆ
ordo LI. RUTACEÆ
ordo LII. SIMARUBEÆ [sic]
ordo LIII. OCHNACEÆ
ordo LIV. CORIARIEÆ (pàgina 739)

(Índex de la Part I pàg. 741)

### Subclassis II. CALYCIFLORÆ [Parts II – VII]
- ordo LV. CELASTRINEÆ [Part II],(pàgina 2)
ordo LVI. RHAMNEÆ
ordo LVII. BRUNIACEÆ
ordo LVIII. SAMYDEÆ
ordo LIX. HOMALINEÆ
ordo LX. CHAILLETIACEÆ
ordo LXI. AQUILARINEÆ
ordo LXII. TEREBINTHACEÆ
ordo LXIII. LEGUMINOSÆ
ordo LXIV. ROSACEÆ (Page 525)
ordo LXV. CALYCANTHEÆ [Part III], (pàgina 1)
ordo LXVbis. MONIMIACEÆ
ordo LXVI. GRANATEÆ
ordo LXVII. MEMECYLEÆ
ordo LXVIII. COMBRETACEÆ
ordo LXIX. VOCHYSIEÆ
ordo LXX RHIZOPHOREÆ
ordo LXXI. ONAGRARIEÆ
ordo LXXII. HALORAGEÆ
ordo LXXIII. CERATOPHYLLEÆ
ordo LXXIV. LYTHRARIEÆ
ordo LXXIVbis. CRYPTERONIACEÆ
ordo LXXV. TAMARISCINEÆ
ordo LXXVI. MELASTOMACEÆ
ordo LXXVII. ALANGIEÆ
ordo LXXVIII. PHILADELPEÆ
ordo LXXIX. MYRTACEÆ
ordo LXXX. CUCURBITACEÆ
ordo LXXXI. PASSIFLOREÆ
ordo LXXXII. LOASEÆ
ordo LXXXIII. TURNERACEÆ
ordo LXXXIV. FOUQUIERACEÆ
ordo LXXXV. PORTULACEÆ
ordo LXXXVI. PARONYCHIEÆ
ordo LXXXVII. CRASSULACEÆ
ordo LXXXVIII. FICOIDEÆ (pàgina 415)
ordo LXXXIX. CACTEÆ
ordo XC. GROSSULARIEÆ
ordo XCI. SAXIFRAGACEÆ [Part IV], (pàgina 1)
ordo XCII. UMBELLIFERÆ
ordo XCIII. ARALIACEÆ
ordo XCIV. HAMAMELIDEÆ
ordo XCV. CORNEÆ
ordo XCVbis. HELWINGIACEÆ
ordo XCVI. LORANTHACEÆ
ordo XCVII. CAPRIFOLIACEÆ
ordo XCVIII. RUBIACEÆ
ordo XCIX. VALERIANEÆ
ordo C. DIPSACEÆ (pàgina 643)
ordo CI. CALYCEREÆ [Part V], (Page 1)
ordo CII. COMPOSITÆ (pàgina 4); [Part VI], (pàgina 1); [Part VII], (pàgina 1)
ordo CIII. STYLIDIEÆ [Part VII]
ordo CIV. LOBELIACEÆ
ordo CV. CAMPANULACEÆ
ordo CVI. CYPHIACEÆ
ordo CVII. GOODENOVIEÆ
ordo CVIII. ROUSSÆACEÆ
ordo CIX. GESNERIACEÆ
ordo CX. SPHENOCLEACEÆ
ordo CXI. COLUMELLIACEÆ
ordo CXII. NAPOLEONEÆ
ordo CXIII. VACCINIEÆ
ordo CXIV. ERICACEÆ (pàgina 580) (quatre tribus)
  - Arbuteae (pàgina 580)
Andromedae (pàgina 588)
Ericeae (pàgina 612)
Rhodoreae (pàgina 712) (dos subtribus)
    - Rhododendreae (712) (nou gèneres)
      - Rhododendron (719) (sis seccions)
        - Buramia (720)
Hymenanthes (721)
Eurhododendron (721)
Pogonanthum (725)
Chamaecistus (725)
Tsutsusi (726)

Kalmia (728)

Ledeae (729)

ordo CXV. EPACRIDEÆ (pàgina 734)
ordo CXVI. PYROLACEÆ
ordo CXVII. FRANCOACEÆ
ordo CXVIII. MONOTROPEÆ (pàgina 779)

### Subclassis III. COROLLIFLORÆ [Parts VIII – XIII(1)]
- ordo CXIX. LENTIBULARIEÆ (pàgina 1)
ordo CXX. PRIMULACEÆ
ordo CXXI. MYRSINEACEÆ
ordo CXXII. ÆGICERACEÆ
ordo CXXIII. THEOPHRASTACEÆ
ordo CXXIV. SAPOTACEÆ
ordo CXXV. EBENACEÆ
ordo CXXVI. STYRACACEÆ
ordo CXXVII. OLEACEÆ
ordo CXXVIIbis. SALVADORACEÆ
ordo CXXVIII. JASMINEÆ
ordo CXXIX. APOCYNACEÆ
ordo CXXX. ASCLEPIADEÆ (pàgina 460)
ordo CXXX[a?] LEONIACEÆ
ordo CXXXI. LOGANIACEÆ [Part IX], (pàgina 1)
ordo CXXXII. GENTIANACEÆ
ordo CXXXIII. BIGNONIACEÆ
ordo CXXXIV. SESAMEÆ
ordo CXXXV. CYRTANDRACEÆ
ordo CXXXVI. HYDROPHYLLACEÆ
ordo CXXXVII. POLEMONIACEÆ
ordo CXXXVII. [sic] CONVOLVULACEÆ
ordo CXXXVIII. ERICYBEÆ
ordo CXXXIX. BORRAGINEÆ [sic] (pàgina 466); [Part X], (pàgina 1)
ordo CXL. HYDROLEACEÆ
ordo CXLII. SCROPHULARIACEÆ (pàgina 186)
ordo CXLII(I).[sic] SOLANACEÆ [Part XIII (1)], (pàgines 1 – 692) fora de seqüència
ordo CXLIV. OROBRANCHACEÆ [Part XI], (pàgina 1)
ordo CXLV. ACANTHACEÆ
ordo CXLVI. PHRYMACEÆ
ordo CXLVII VERBENACEÆ
ordo CXLVIII MYOPORACEÆ (pàgina 701)
ordo CXLIX SELAGINACEÆ [Part XII], (pàgina 1)
ordo CL. LABIATÆ
ordo CLI. STILBACEÆ
ordo CLII. GLOBULARIACEÆ
ordo CLIII. BRUNONIACEÆ
ordo CLIV. PLUMBAGINEÆ (pàgina 617)
ordo CLV.[?] PLANTAGINACEÆ [Part XIII], (pàgina 693)

### Subclassis IV. MONOCHLAMYDEÆ [Parts XIII(2) – XVI]
- ordo CLVI. PHYTOLACCACEÆ (pàgina 2)
ordo CLVII. SALSOLACEÆ
ordo CLVIII. BASELLACEÆ
ordo CLIX. AMARANTACEÆ [sic]
ordo CLX. NYCTAGINACEÆ (pàgina 425)
ordo CLXI. POLYGONACEÆ [Part XIV], (pàgines 1 – 186)
ordo CLXII. LAURACEÆ [Part XIV], (pàgina 186); [Part XV(1)], (pàgines 1 – 260) out of sequence
ordo CLXIII. MYRISTICACEÆ (pàgina 187)
ordo CLXIV. PROTEACEÆ (pàgina 209)
ordo CLXV. PENÆACEÆ
ordo CLXVI. GEISSOLOMACEÆ (pàgina 491)
ordo CLXVII. THYMELÆACEÆ
ordo CLXVIII. ELÆAGNACEÆ
ordo CLXIX. GRUBBIACEÆ
ordo CLXX. SANTALACEÆ (pàgina 619)
ordo CLXXI. HERNANDIACEÆ [Part XV(1)], (pàgina 1)
ordo CLXXII. BEGONIACEÆ
ordo CLXXIII. DATISCACEÆ
ordo CLXXIV. PAPAYACEÆ
ordo CLXXV. ARISTOLOCHIACEÆ
ordo CLXXVbis. NEPENTHACEÆ
ordo CLXXVI. STACKHOUSIACEÆ (pàgina 419)
[sic]
ordo CLXXVIII. EUPHORBIACEÆ [Part XV(2)], (pàgina 1)
ordo CLXXIX. DAPHNIPHYLLACEÆ [Part XVI(1)], (pàgina 1)
ordo CLXXX. BUXACEÆ
ordo CLXXXbis. BATIDACEÆ
ordo CLXXXI. EMPETRACEÆ
ordo CLXXXII. CANNABINEÆ
ordo CLXXXIII. ULMACEÆ
ordo CLXXXIIIbis. MORACEÆ
ordo CLXXXIV. ARTOCARPEÆ
ordo CLXXXV. URTICACEÆ
ordo CLXXXVI. PIPERACEÆ
[sic]
ordo CLXXXVIII. CHLORANTHACEÆ
ordo CLXXXIX. GARRYACEÆ (pàgina 486)
ordo CXC. CUPULIFERÆ [Part XVI(2)], (pàgina 1)
ordo CXCI. CORYLACEÆ (pàgina 124)
ordo CXCII. JUGLANDEÆ (pàgina 134)
ordo CXCIII. MYRICACEÆ (pàgina 147)
ordo CXCIV. PLATANACEÆ
ordo CXCV. BETULACEÆ (pàgina 161)
ordo CXCVI. SALICINEÆ (pàgina 190)
ordo CXCVII CASUARINEÆ (pàgina 332)

### Altres
Una mica inconsistentment el Prodromus també tracta:
- GYMNOSPERMÆ [Part XVI(2)], (pàgina 345)
ordo CXCVIII. GNETACEÆ (pàgina 347)
ordo CXCIX. CONIFERÆ (pàgina 361)
ordo CC. CYCADACEÆ (pàgines 522 – 547)
- incertæ sedis
ordo (dubiæ affin.) LENNOACEÆ
ordo (affin. dubiæ) PODOSTEMACEÆ
ordo num.? CYTINACEÆ
ordo incertae sedis BALANOPHORACEÆ

(Índex general Part XVII pàgina 323)